# Jacques Philippe Desemery
Jacques Philippe Desemery, dit Semery né le 13 septembre 1775 à Boué, mort le 21 mars 1814 à Arcis-sur-Aube (Aube), est un général français de la Révolution et de l’Empire.

## États de service
Il entre en service le 1er septembre 1793, au 5e bataillon de volontaires de l'Aisne. Il est nommé sergent-major le 2 novembre 1793 dans le régiment Irlandais le Lée. Sous-lieutenant le 15 avril 1798, il est nommé lieutenant le 15 août 1799, et capitaine le 22 novembre 1800.
Il est chef de bataillon le 9 janvier 1807, et adjudant-commandant le 18 juillet 1809. Il est fait baron de l'Empire le 15 août 1809.
Chef d'état-major de la 1re division de la Jeune Garde, il est tué à la bataille d'Arcis-sur-Aube le 21 mars 1814. Il est cependant nommé général de brigade le 2 avril suivant.

## Décorations
Membre de la Légion d'honneur en 1810, il est fait officier de cet ordre le 14 mai 1813.